# Collerico

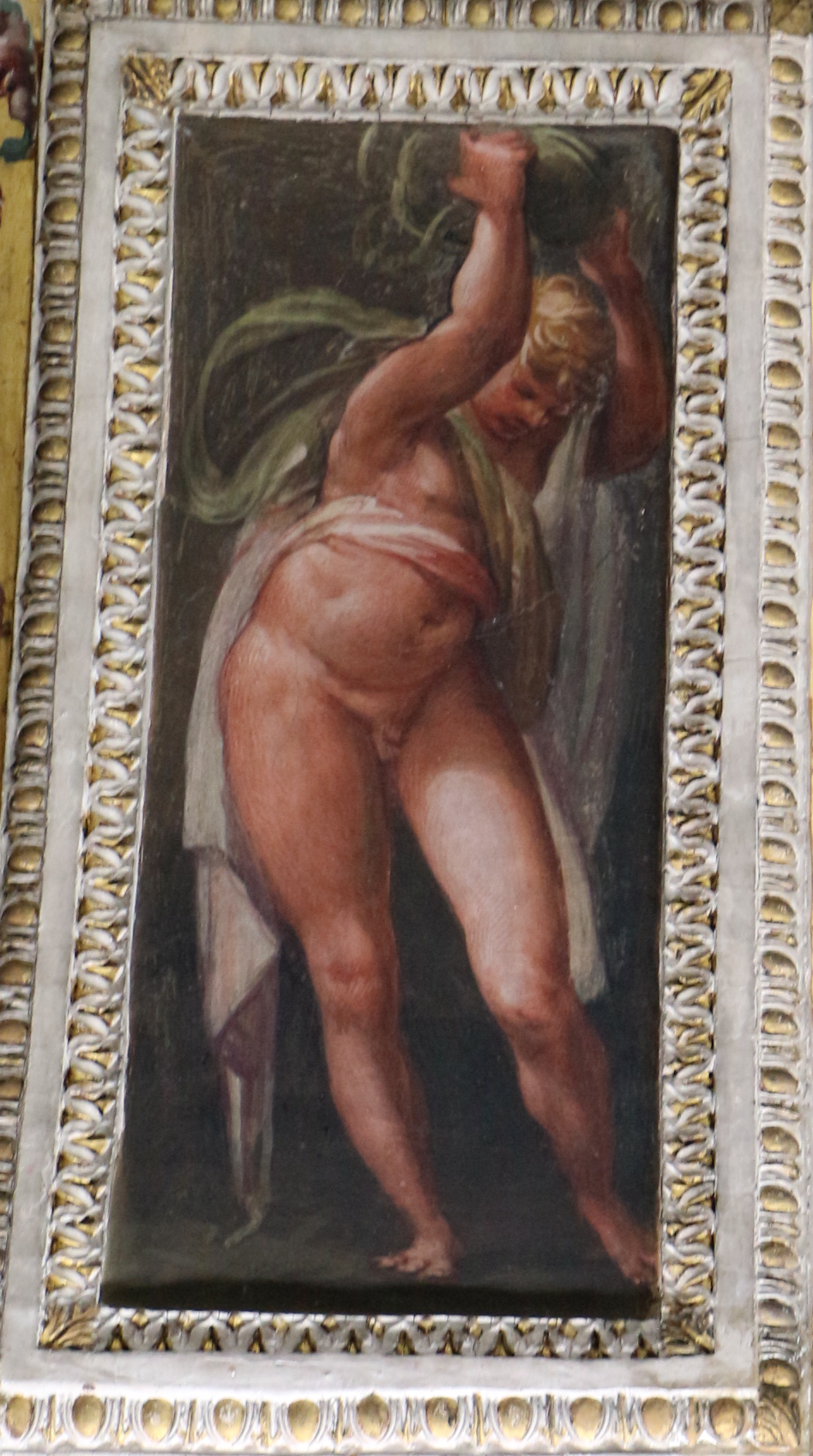
Il Collerico, affresco di Jacopo Zucchi e del Poppi sul soffitto dello studiolo di Francesco I a Palazzo Vecchio (Firenze)

Il collerico o bilioso (dal greco antico χολή, cholḕ, che significa «bile», in latino cholerĭcus) è uno dei quattro temperamenti presi in considerazione dalla patologia umorale, insieme al melanconico, al sanguigno e al flemmatico.
In particolare il collerico è descritto come un tipo psicologico irascibile, permaloso e irruente: corrisponde sul piano macrocosmico all'elemento fuoco, perché i suoi attributi sono il caldo e il secco, da cui si origina nel microcosmo umano la bile gialla, predominante rispetto agli altri tre umori, prodotta dalla cistifellea e avente sede nel fegato.
Nella tradizionale suddivisione delle età della vita, il temperamento collerico caratterizza l'adolescenza e la giovinezza. Tra le quattro stagioni è associato all'estate.

## Caratteristiche
Nel collerico l'eccesso del principio Fuoco, attivo nel sangue, nel midollo, nelle funzioni epatiche e cerebrali, era ritenuto la causa di una tendenza all'aggressività e all'impulsività, tradotte sul piano fisico in una corporatura asciutta e slanciata, il viso caldo e colorito, e una vista acuta e penetrante.
Dal portamento fiero e il passo risoluto, l'individuo collerico viene descritto infatti come un tipo facilmente eccitabile e incline agli scoppi d'ira, passionale ma anche ambizioso, volitivo e determinato, generalmente espansivo ed energico, talvolta ostinato, furbo, mutevole, stravagante. In lui si combina cioè una forte reattività agli stimoli esterni con un alto grado di affermazione della propria personalità.
Se il lato negativo attribuito al collerico è dunque la bellicosità e la superbia, che può degenerare in egoismo, quello positivo consiste nelle sue capacità realizzative, nel suo essere impavido, attivo, propositivo, generoso, e una persona d'azione.
Aristotele (384–322 a.C.), secondo la lettura di Tommaso d'Aquino (1225–1274), distingue tre tipologie di collerici: coloro che esternano rapidamente la loro rabbia, ma per questo sono più propensi a ritornare tranquilli; coloro che invece la trattengono dentro di sé, e pertanto rimangono adirati a lungo, sono detti aspri da Tommaso che attribuisce loro un'indole tendente al malinconico; vi sono infine quelli dal «carattere difficile» che si irritano in maniera esagerata, i più lontani dalla virtù della mansuetudine, e la cui collera è la più problematica da giustificare ai fini di una valutazione della sua rettitudine.
L'astrologo greco Antioco d'Atene (vissuto all'incirca nel I secolo d.C.) sottomise la costituzione collerica all'influsso di Marte, pianeta maschile dalle qualità bellicose, e del Sole, tradizionalmente caldo e secco. Segni zodiacali tipicamente di fuoco, quindi di carattere collerico, sono poi l'Ariete, il Leone e il Sagittario.
L'alimentazione consigliata per il collerico, così come quella prescritta in genere per curare un eccesso di bile gialla, consisteva nell'introduzione di cibi freddi e umidi che riequilibrassero l'umore caldo e secco, secondo il principio ippocratico contraria contrariis curantur («i contrari si curano con i contrari»): freddi e umidi erano tradizionalmente considerati, per analogia intuitiva con le loro proprietà, verdure come borragine, cavoli, cetrioli, indivia, acetosa, o frutti come amarene, prugne, meloni, le varietà aspre di arance e melagrane, ecc.
Galeno di Pergamo (129–201) raccomandava in ogni caso  di adottare delle diete personalizzate, che tenessero conto non solo del temperamento prevalente, ma anche dell'età, del sesso, dell'ambiente e dell'attività che si svolgeva. In presenza di un temperamento naturale e non di patologie, era anzi opportuno assecondarne talvolta la natura con alimenti apportatori della sua medesima qualità, anziché contrastanti.
La mistica medievale Ildegarda di Bingen (1098–1179) tratteggiò le donne colleriche come «intelligenti e simpatiche», molto fertili, dalla pelle dura, con le vene in evidenza e il colorito pallido. Sono temute e rispettate dagli uomini, i quali «amano il loro carattere, tuttavia provano una certa timidezza nei loro confronti, perché tali donne attraggono gli uomini, ma non si affidano completamente a loro. Sono legate all'uomo in un rapporto di coppia, per cui sono pudiche, danno importanza alla fedeltà ed hanno un rapporto fisicamente sano. Se non si sposano soffrono di dolori fisici, divengono deboli perché non sanno a quale uomo donare la loro fedeltà [...]».

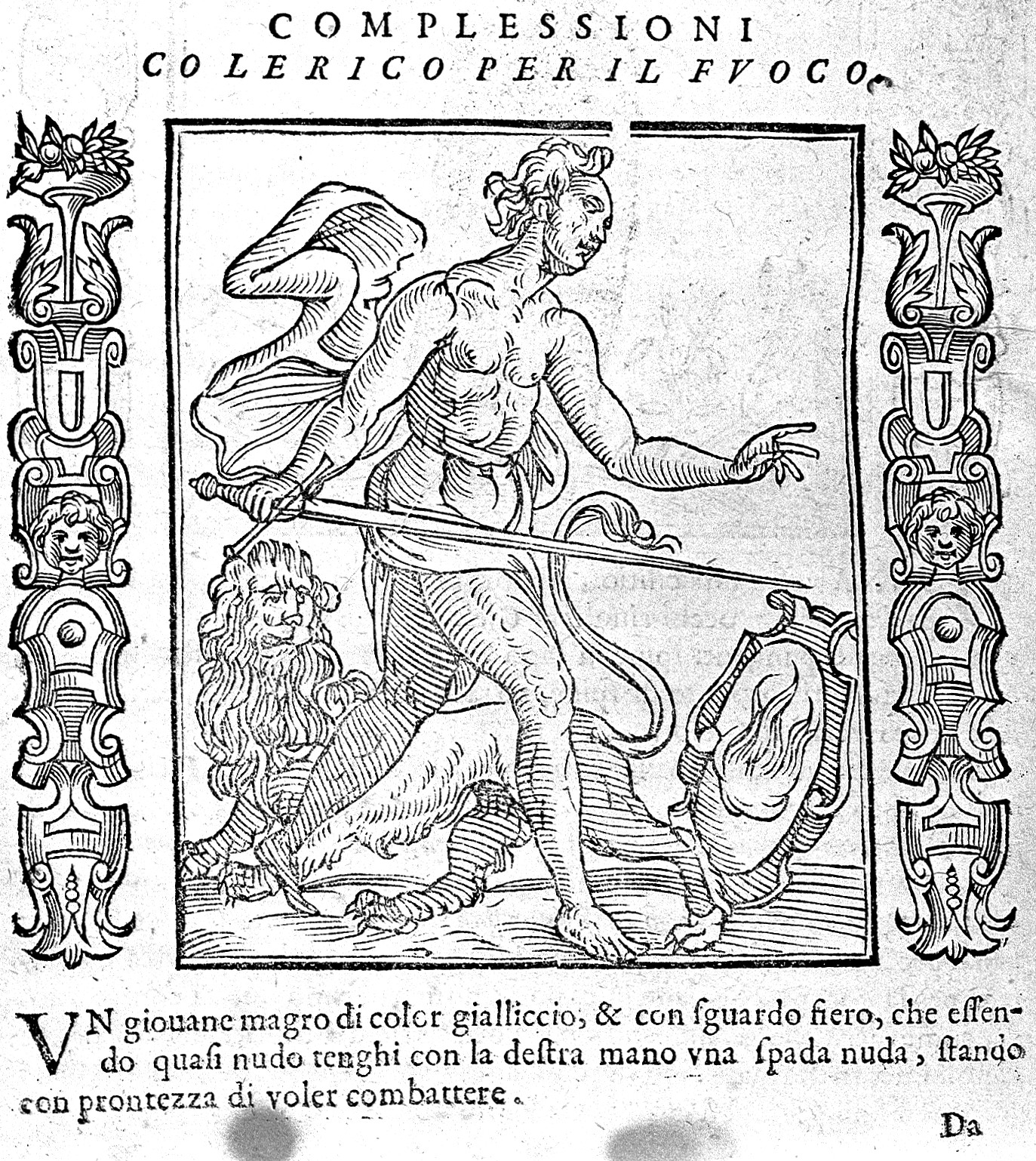
Il collerico raffigurato nellIconologia di Cesare Ripa (Padova, 1611)

Per il filosofo tedesco Immanuel Kant (1724–1804), che elaborò una psicologia su basi morali, delle due doti ritenute rilevanti ai fini dell'analisi dei quattro temperamenti, il collerico o bilioso possiede quella dell'intelligenza (o sublime), mentre risulta privo dello spirito (il bello), cosa che lo porta a ricercare un senso dell'onore puramente esteriore, al di fuori di un'autentica nobiltà d'animo:
Tutto è calcolo presso di lui; [...] giacché assai poco si cura di quel che è, molto però di quel che deve apparire. [...] Ecco perché l'essere di cui noi presentemente ci occupiamo, sembra comunemente migliore che non è in effetti. [...]»
(Immanuel Kant, Considerazioni sul sentimento del sublime e del bello, cap. II, 1764 )
Secondo la struttura della personalità elaborata dallo psicologo Hans Eysenck (1916–1997), il temperamento collerico è caratterizzato dalla combinazione di estroversione e instabilità emotiva, venendo descritto quindi come intraprendente, irrequieto e aggressivo. 
Il grafologo Paul Carton (1875–1947) riconosce nel tipo collerico gli imprenditori o coloro che ricoprono ruoli da leader.

### Pedagogia Waldorf
L'attuale pedagogia di impianto Steiner-Waldorf, che scompone l'essere umano in vari livelli dimensionali, di cui i principali sono il corpo fisico, quello eterico, l'astrale e l'Io, attribuisce al temperamento collerico la predominanza di quest'ultimo. L'individualità dell'Io corrisponde in particolare all'elemento fuoco della dottrina umorale, ed è responsabile di impulsi spirituali che fra i quattro regni antroposofici della natura sono esclusivi dell'essere umano, nel quale si esprimono come capacità di pensiero.
Il bambino collerico tenderà di conseguenza a far prevalere le esigenze individualiste del suo ego, cercando con insistenza di realizzare i propri propositi, pur sentendosi sollecitato ad agire anche dall'ambiente esterno, e andrebbe quindi aiutato ad incanalare ed esprimere al meglio la forza dirompente del suo spirito focoso.
Per riequilibrare gli aspetti ambivalenti del suo temperamento, Steiner raccomanda in ogni caso di evitare le correzioni unilaterali, favorendo semmai un'armonizzazione complessiva dei tratti caratteriali dell'individuo secondo il principio omeopatico similia similibus curantur («il simile si curi col simile»), anche attraverso l'alimentazione: cibi adatti al collerico sono quelli ricchi di luce solare per ricollegarlo alla sua fonte di energia, come frutta, sedano, ravanelli e verdure crude. Sono inoltre consigliati oli vegetali, zucchero integrale non industriale, avena e altri cereali.